# 县丞
縣丞，丞是中国古代地方職官名，別稱左同、二尹、捕廳:288，在縣裡地位一般仅次於縣令（或縣長），相當於現今的副縣長或首席幕僚（例如秘書長）。

## 歷史沿革
漢時每縣各置丞一人，以輔佐令長，主要职责是文书、仓库等的管理。與縣尉同為縣令的佐貳官，非由令長自主辟署，而直接命自朝廷。
後代雖有變革，如宋代曾一度廢除，或以主簿兼任，但歷代大多設置此一官員（一或二人），迄於清末。明代編戶達廿里的縣多設有縣丞、主簿等正官各一員，
後可因事添加無定員，故明代多設有此佐貳官，由吏部任命。依《光緒會典》載清代1314個縣當中，僅設有佐貳官，縣丞345人、主簿55人。
《清会典》规定，县丞为知县的佐貳官，正八品，吏部任免，职责是主管全县的文书档案、仓库、粮马、征税等，下设攥典1人协助处理公务。县丞一般单独开设衙署。

## 外部連結
- 清代歷任臺灣府鳳山縣萬丹縣丞 （页面存档备份，存于）
- 清代歷任臺灣府臺灣縣羅漢門縣丞 （页面存档备份，存于）
- 清代歷任諸羅縣笨港縣丞 （页面存档备份，存于）
- 清代歷任臺灣府彰化縣南投縣丞 （页面存档备份，存于）
- 清代歷任臺灣府嘉義縣斗六門縣丞 （页面存档备份，存于）
- 清代歷任臺灣府鳳山縣下淡水縣丞 （页面存档备份，存于）